# Тейбл-Маунтин (обсерватория)
Обсерватория Тейбл-Маунтин — астрономическая обсерватория, основанная в 1968 году около Райтвуд, Калифорния, США. Обсерватория является частью Лаборатории реактивного движения NASA.

## История обсерватории
Самым известным наблюдателем обсерватории был Джеймс Янг.

## Инструменты обсерватории
- 0.4-м телескоп
- 0.61-м f/16 Кассегрен[1]
- Лидар

## Направления исследований
- Высокоточная астрометрия.
- Поддержка полётов автоматических межпланетных станций и искусственных спутников Земли.
- Подтверждение и переоткрытие околоземных объектов.
- Лазерная локация.

## Основные достижения
- Джеймс Янг будучи основным наблюдателем в обсерватории открыл 390 астероидов с 2002 по 2008 года, из которых уже получили постоянное обозначение 151[2].
- 7998 астрометрических измерений опубликовано с 1968 по 2011 года [3].
- Сопровождение полётов космических аппаратов по программе «Аполлон» к Луне.

## Известные сотрудники
- T. Truong
- M. Hicks